# Парк «Надія»
Парк «Наді́я» — парк-пам'ятка садово-паркового мистецтва місцевого значення. Об'єкт розташований на території Черкас Черкаської області, по вулиці 30 років Перемоги біля пологового будинку № 2. 
Площа — 0,376 га, статус отриманий у 2010 році.

## Галерея

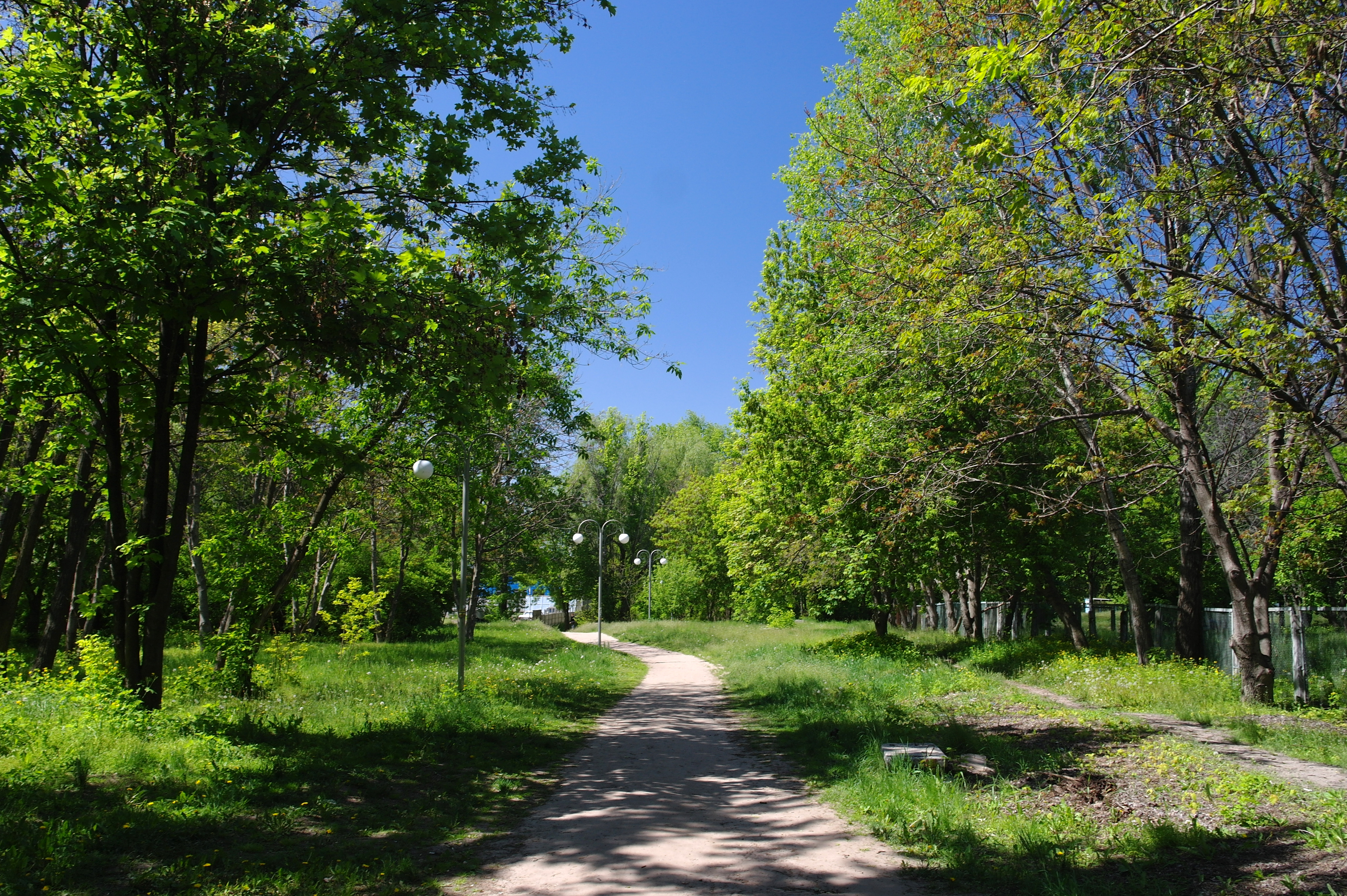
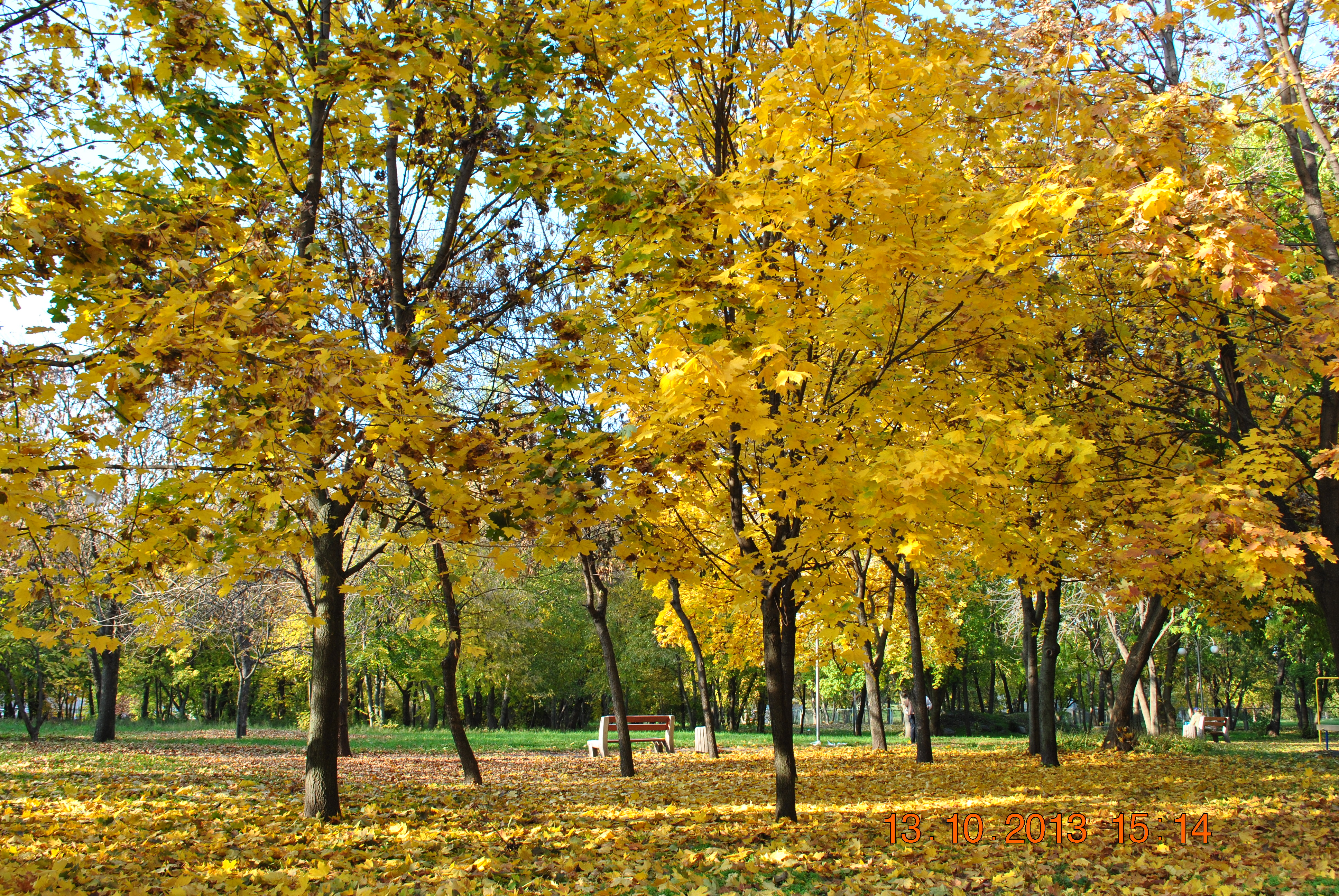
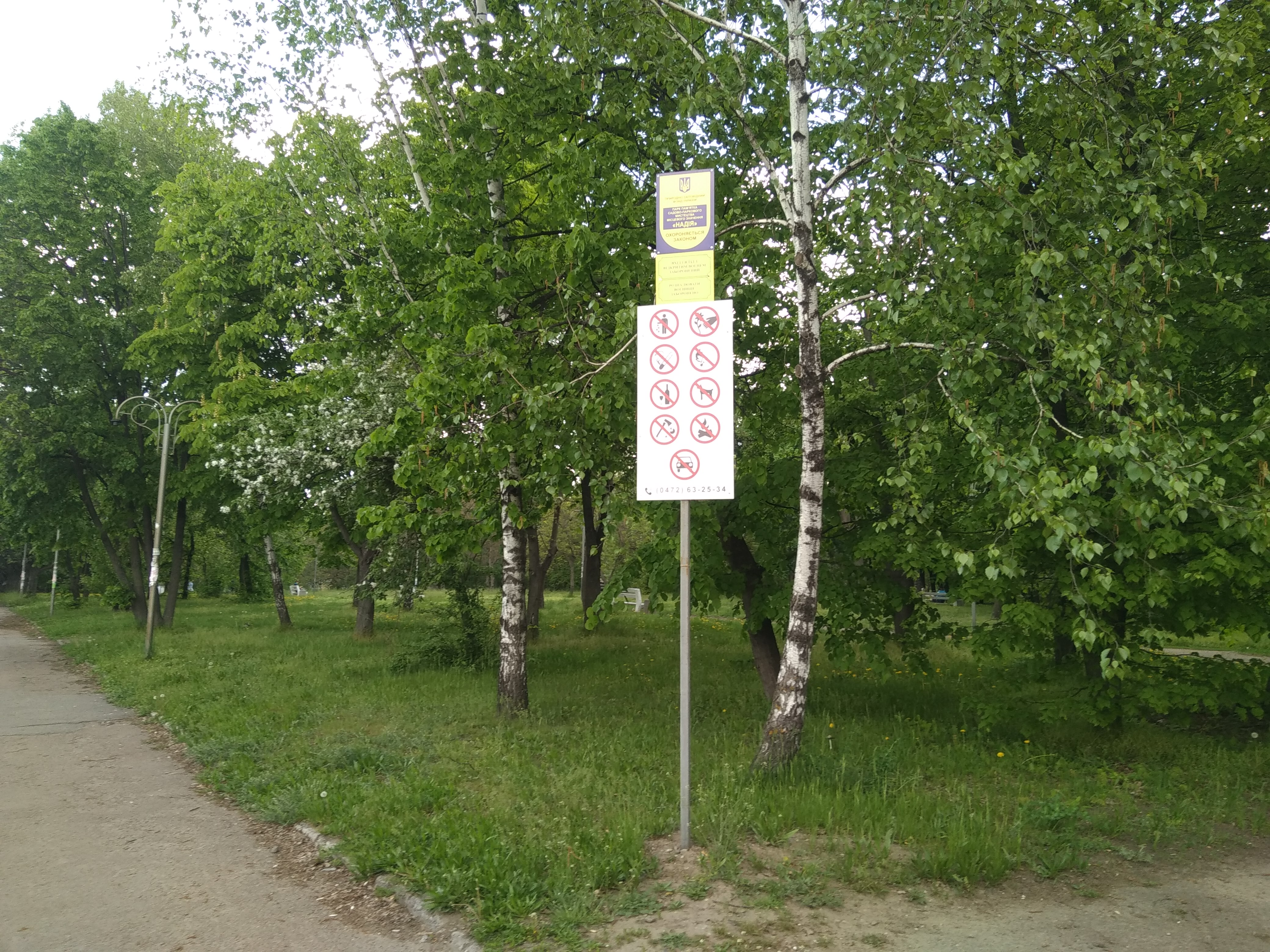
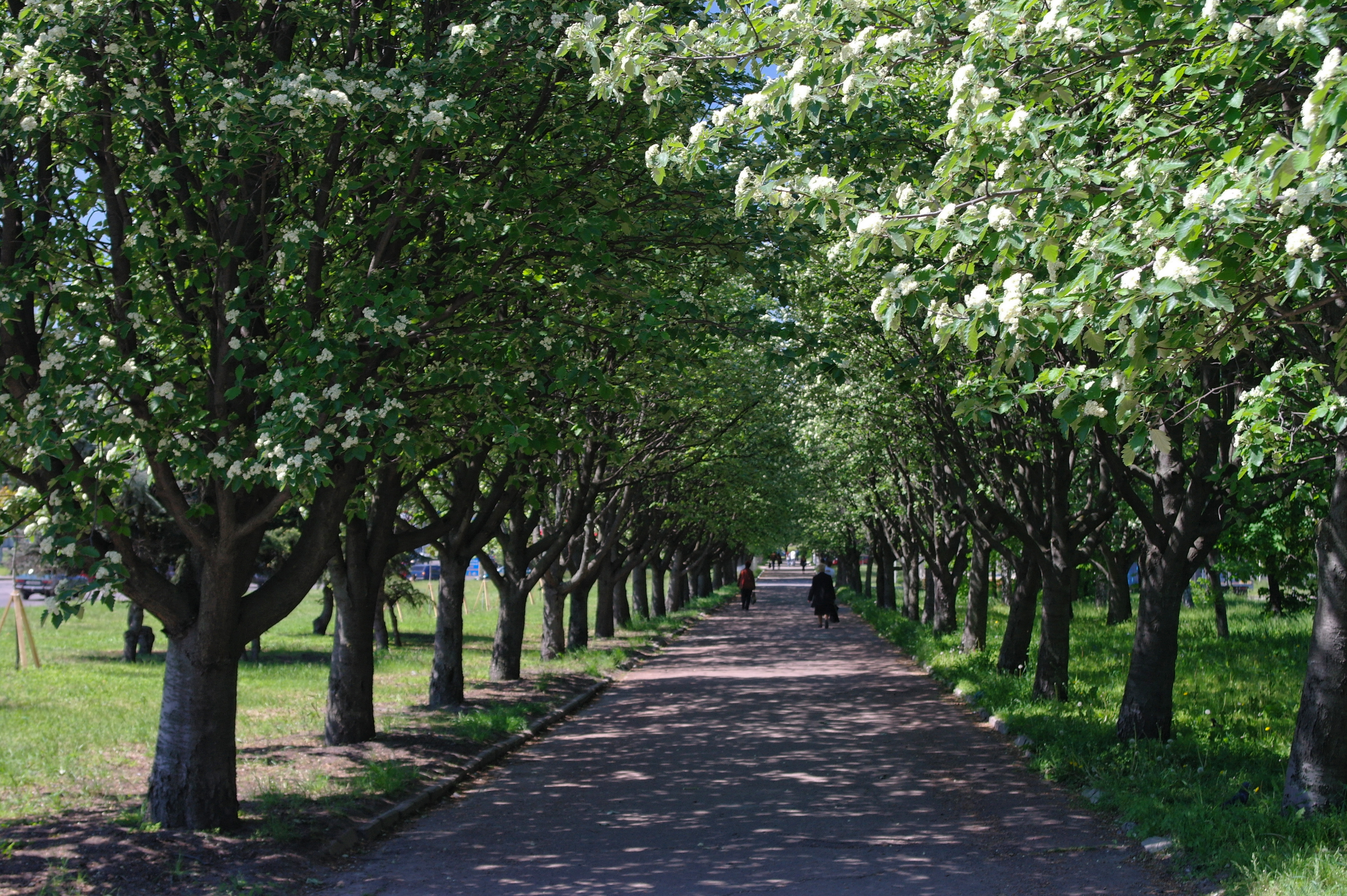